# 行方市
行方市（日语：／ Namegata shi */?）是茨城縣東南部的一市。設立于2005年9月2日，由行方郡的麻生町、北浦町、玉造町3町合併誕生。

## 出身有名人
- 香川京子（演員）
- 永作博美（演員）
- 額賀福志郎（日本衆議院議員、前財務大臣）